# Lone Fatum
Lone Fatum (født 1941) er en dansk teolog og lektor i Det Nye Testamentes eksegese ved Det Teologiske Fakultet, Københavns Universitet.